# Pozole

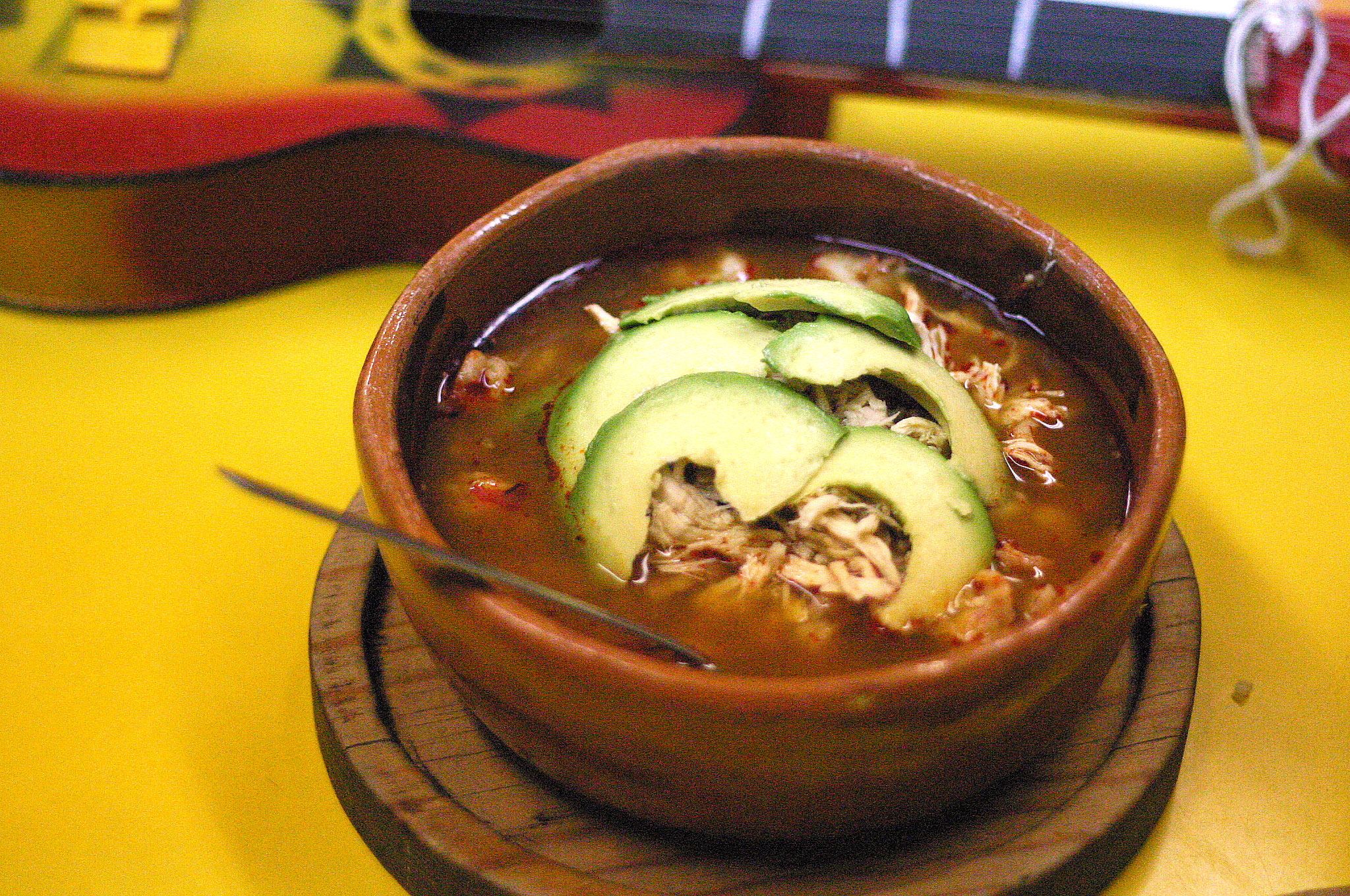
Du pozole comme il est servi à Cuernavaca, Mexique.

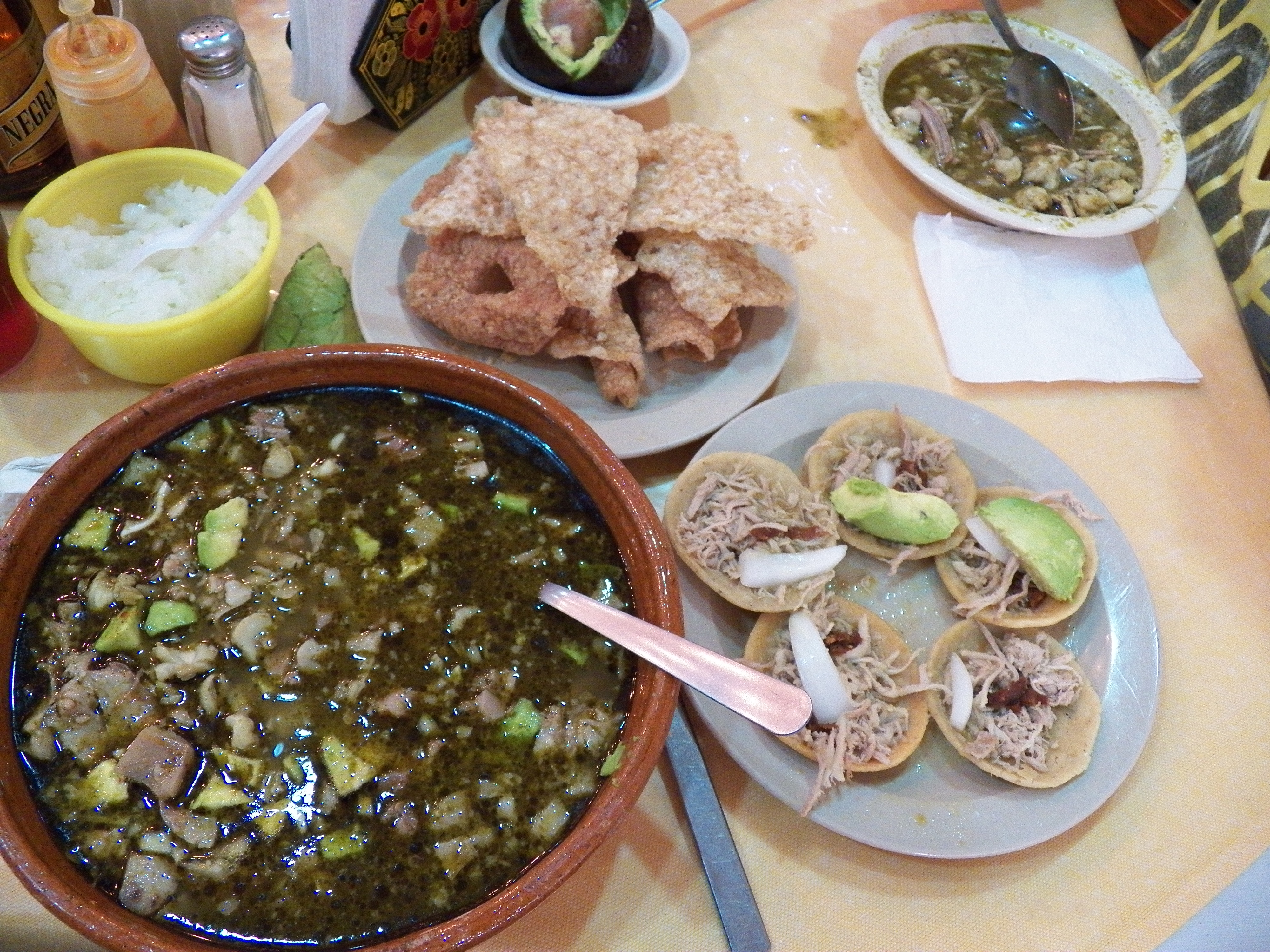
Le pozole vert, préparé dans le style de Guerrero.

Le pozole (nahuatl pozolli, de tlapozonalli, « bouilli ou mousseux »), ou (cahíta posoli, « cuire maïs ») est une sorte de potée mexicaine, originaire principalement des États de Jalisco, Nayarit, Guanajuato, Sonora  et de Sinaloa pour le pozole rouge, et pour le pozole blanc de Guerrero.
Le maïs utilisé est d'une variété à gros grain, appelée cacahuazintle. Les grains de maïs cacahuazintle sont bouillis dans de l'eau avec de la chaux.
La cuisson aide à éliminer la membrane fibreuse qui couvre les grains ; c'est la nixtamalisation. Il existe dans le commerce des préparations industrielles de maïs déjà prêtes, soit en conserve, soit surgelées.
Le pozole peut contenir de la viande de porc, de dinde ou de poulet. Il existe des pozole verts ou rouges, selon les ingrédients de la sauce incluse dans la cuisson. Une fois prêt, le pozole est servi dans des assiettes creuses, accompagné d'ingrédients variés déjà présents sur la table ; des tortillas frites, de la coriandre hachée, de l'avocat, de la peau de porc frite, du chou blanc finement coupé, des radis, des oignons émincés et du piment.

## Origine préhispanique
La recette du pozole provient de l'époque préhispanique, et son élaboration a évolué pour devenir un mélange d'ingrédients mexicains et européens[Quoi ?].
Le pozole se faisait avec de la viande de xoloitzcuintle, une espèce de chien mexicain[Quoi ?].
Les anthropologues signalent que, dans le Mexique précolombien, après les sacrifices rituels où le cœur de la victime était offert aux divinités, le reste du corps était cuit avec du maïs et distribué à tous les participants, ou seulement entre certains prêtres, en une sorte d'acte de communion. « Cela se passait comme dans les corridas actuelles, où tout se déroule rituellement, mais une fois que la victime meurt, le corps n'est plus que chair d'un animal », explique Miguel Botella, directeur du Laboratoire d'anthropologie physique de l'Université de Grenade. L'enquête a découvert des recettes de pozole de chair humaine qui avaient été recueillies par les moines espagnols au cours de leur travail d'évangélisation, après la conquête.  Les recettes montrent que les Aztèques ne grillaient pas la chair humaine, ils avaient l'habitude de la rajouter au pozole. Selon le témoignage de l'un de ces frères, la chair humaine « a la saveur du porc », d'où, après que le cannibalisme a été interdit au cours de la christianisation des indigènes, elle a été remplacée par le porc,.